# Военная операция США и их союзников в Сирии
Военная операция США и их союзников в Сирии — интервенция США и ряда других западных и ближневосточных государств в гражданскую войну в Сирии с официально заявленной целью борьбы против террористической организации «Исламское государство», а также связанной с «Аль-Каидой» группировки «Фронт ан-Нусра».
Началась 22 сентября 2014 года нанесением авиаударов по объектам на сирийской территории в рамках военной операции против «Исламского государства»; координацию авиаударов осуществляло Центральное командование Вооружённых сил США. Помимо нанесения авиаударов по джихадистским формированиям, американцы помогли курдам на севере Сирии создать боеспособные формирования, которые провели наступление на территории, подконтрольные «Исламскому государству», и одержали над ним победу. Американское командование также не скрывало, что одна из целей присутствия американских войск в Сирии — противовес иранскому влиянию, «Хезболле», проиранским шиитским группировкам, поддерживающим правительство Сирийской Арабской Республики.
3 декабря 2014 года группа из 60 стран, действующая под руководством США, оформилась как международная коалиция (Global Coalition to Counter the Islamic State of Iraq and the Levant (ISIL)) на встрече в Брюсселе. Операции, осуществляемые этой группой в Сирии, проводятся без согласия международно признанного правительства Сирии, которое неоднократно требовало «немедленно распустить незаконную „международную коалицию“, созданную без разрешения правительства САР и вне рамок ООН». Правительство Сирии неоднократно обращалось в Совет Безопасности ООН с призывом привлечь к ответственности США, возглавляющие коалицию, «которая совершает преднамеренные преступления против гражданского населения, разрушает больницы, школы, мосты и плотины, что стало дополнением к преступлениям террористических организаций». Соединённые Штаты, в свою очередь, официально мотивировали свои военные действия просьбой Ирака о помощи в борьбе с «Исламским государством».
За первые 13 месяцев операции в результате авиаударов, по данным США, были убиты около 3700 террористов, в том числе 3276 боевиков ИГ и 374 члена «Аль-Каиды». С октября 2015 года, после вступления Вооружённых сил России в войну с ИГ в Сирии, массовые авиарейды международной коалиции сменились одиночными полётами. Помимо военных целей, удары также наносились по объектам нефтяной промышленности, электростанциям и военным базам, которые в дальнейшем могли использовать перешедшие в наступление сирийские правительственные войска.
Кульминацией участия авиации коалиции в сирийской кампании стали бои за Ракку (столицу «Исламского государства» в Сирии) в 2017 году. Только в феврале 2017 года по городу и его окрестностям было нанесено более 300 авиаударов. По данным ООН, в результате Ракка была на 80 % разрушена.
19 декабря 2018 года в США было объявлено о начале вывода американских войск из Сирии — по словам президента Трампа, в связи с выполнением основной задачи — уничтожения террористической группировки «Исламское государство». В то же время, по словам пресс-секретаря администрации США Сары Сандерс, США и их союзники продолжат совместную работу с целью «лишить радикальных исламских террористов территории, финансирования, поддержки и любых способов проникновения через границы».
На момент этого заявления на территории Сирии находилось, по разным данным, от 2 до 2,2 тысяч военнослужащих армии США. По данным СМИ, в Сирии за 2015—2018 годы были созданы 12 американских военных баз и два аванпоста: четыре военных объекта в провинции Хасаке, шесть — в провинции Алеппо, один — в Дейр-эз-Зоре, два — в Ракке, а также база Эт-Танф на юге провинции Хомс.
22 февраля 2019 года официальный представитель Белого дома Сара Сандерс сообщила, что после вывода американских войск из Сирии там останется небольшой «миротворческий контингент» численностью около 200 человек.

## Предшествующие события

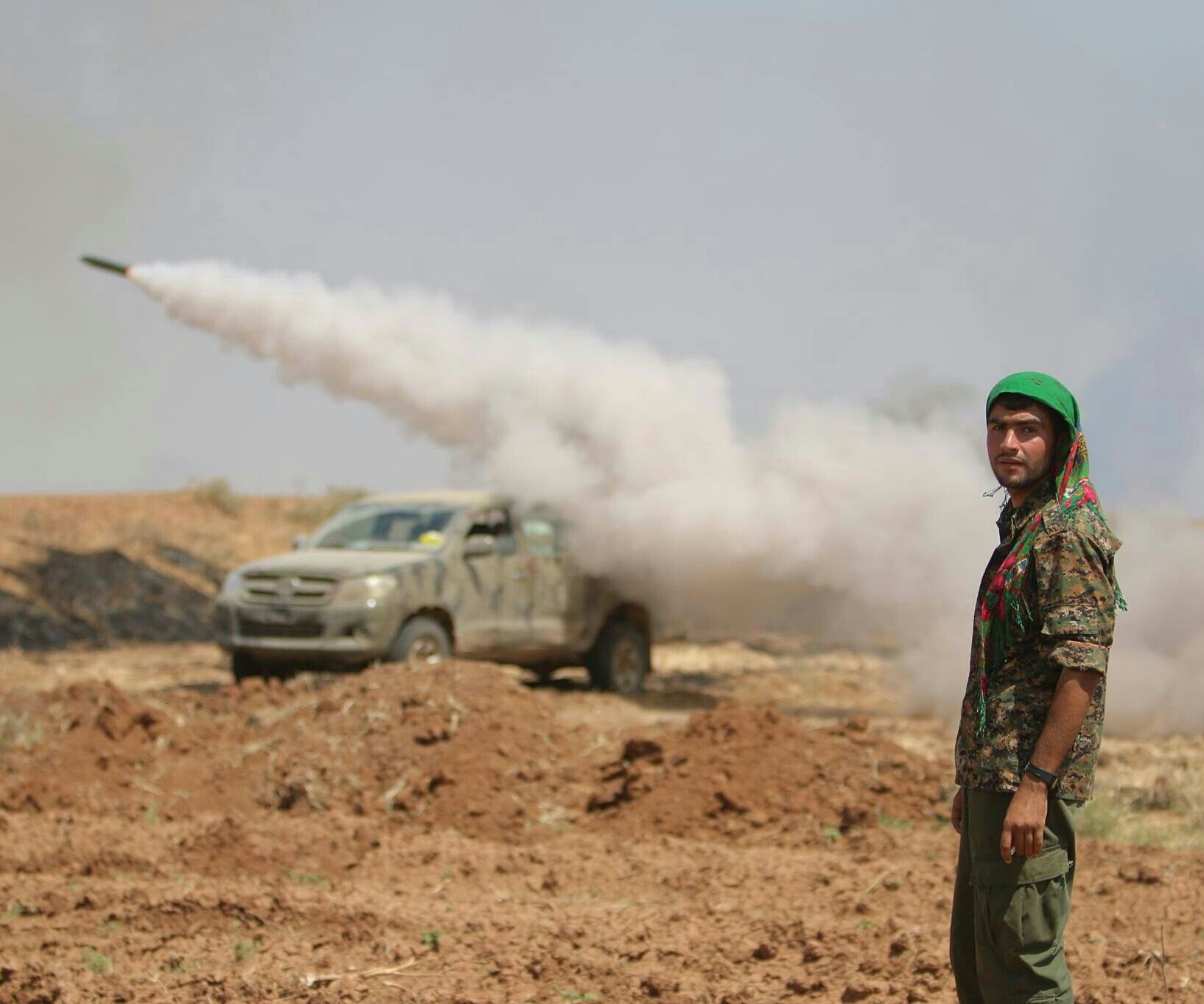
Курдские отряды, вооружённые американским оружием

Подавление сирийскими властями протестов против правления президента Башара Асада и партии Баас привело к радикализации антиправительственной оппозиции и перерастанию ситуации в гражданскую войну, в которой исламисты постепенно заняли доминирующее положение среди антиправительственных сил. В число наиболее радикальных исламистов вошла группировка «Исламское государство», первоначально известная как «Исламское государство Ирака и Леванта» (ИГИЛ).

### Поддержка вооружённой антиправительственной оппозиции
С самого начала гражданской войны в Сирии ЦРУ по указанию президента США Барака Обамы оказывало активную поддержку так называемой «умеренной» оппозиции, в частности вооружённому формированию «Свободная армия Сирии». Первоначально повстанцам предоставлялась нелетальная военная помощь, но позже она была дополнена финансированием и обучением повстанческих формирований.
17 сентября 2014 года палата представителей США дала разрешение администрации Барака Обамы на проведение обучения и поставки оружия так называемой умеренной оппозиции для борьбы с «Исламским государством». Одной из группировок, которая будет получать американскую помощь, является исламистская «Армия моджахедов», а также «Движение Хаззм».

## Попытка спасения заложников

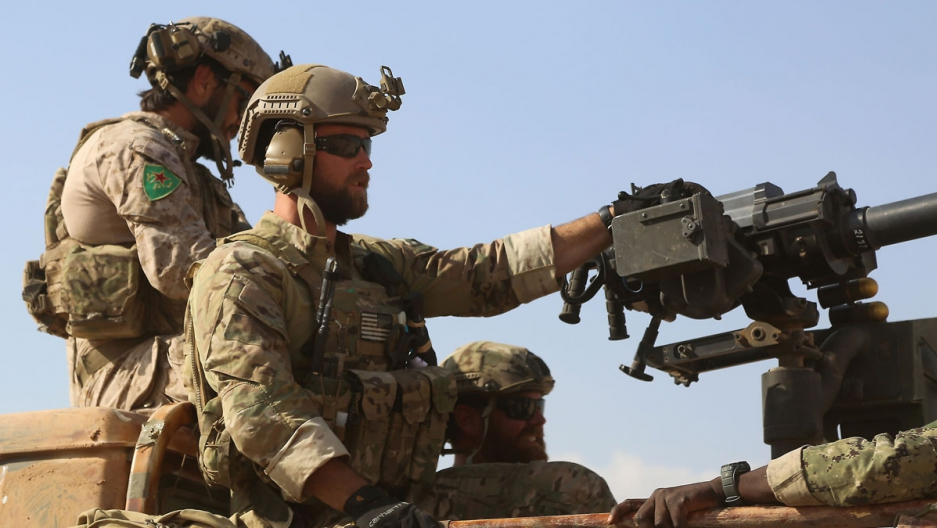
Американские спецназовцы в Сирии

После ряда похищений иностранцев на сирийской территории США 4 июля 2014 года нанесли авиаудар по военной базе «Исламского государства», известной как «лагерь Усама бен Ладена». Два десятка бойцов подразделения специальных операций США десантировались у здания на территории Сирии, где, предположительно, удерживались заложники, однако никаких заложников в здании не оказалось, и вскоре спецназовцы оказались втянуты в перестрелку с боевиками ИГ, которая длилась около трёх часов. По крайней мере 5 террористов было убито, а один американский солдат ранен. Позже стало известно, что заложники были перемещены из места высадки спецназа за 24 часа до начала операции.
В результате провала этой секретной миссии террористами были казнены пятеро американцев и двое британцев. Все они были жестоко обезглавлены официальным палачом ИГ, известным сегодня под прозвищем «Джихадист Джон». Казни были записаны на видео, а затем выложены террористами в Интернет.

## Наблюдательные полёты над Сирией
26 августа 2014 года США начали вести воздушную разведку позиций ИГ на территории Сирии, в том числе с использованием беспилотных летательных аппаратов. Разведка велась в целях подготовки к нанесению авиаударов, при этом США не запрашивали у правительства Сирии разрешения на доступ в воздушное пространство страны.

## Подготовка к вторжению
В своём обращении к нации 10 сентября 2014 года президент США Барак Обама объявил о своём намерении бомбить ИГ в Сирии и обучать повстанцев, с согласия Конгресса или без него. Впервые он разрешил прямые нападения на группы боевиков в Сирии. Обама также объявил о создании более широкой коалиции против ИГ.
17 сентября Палата представителей Конгресса США дала одобрение плана Обамы по обучению и вооружению сирийских повстанцев в их борьбе против Исламского Государства. В заявлении после голосования Палаты, Обама заявил, что Соединённые Штаты не будут посылать войска в Сирию. Высшее военное руководство США утвердило план Обамы 18 сентября. Сенат дал окончательное одобрение конгресса предложению Обамы на следующий день.
Представитель Госдепартамента США Джен Псаки сказала, что Соединённые Штаты не просили сирийского разрешения, чтобы начать интервенцию, однако США предупредили правительство Сирии, чтобы они не препятствовали действиям американской авиации в своём воздушном пространстве. Информацию об уведомлении со стороны США подтвердил и сирийский МИД.
До начала авиаударов США информировало Иран, крупнейшего регионального союзника правительства САР, о своём намерении провести авиаудары. Они не поделились конкретными сроками или целями ударов с иранским правительством, которое было обеспокоено возможностью нанесения ударов по правительственным войскам.

## Ход интервенции

### Авиаудары по позициям ИГ

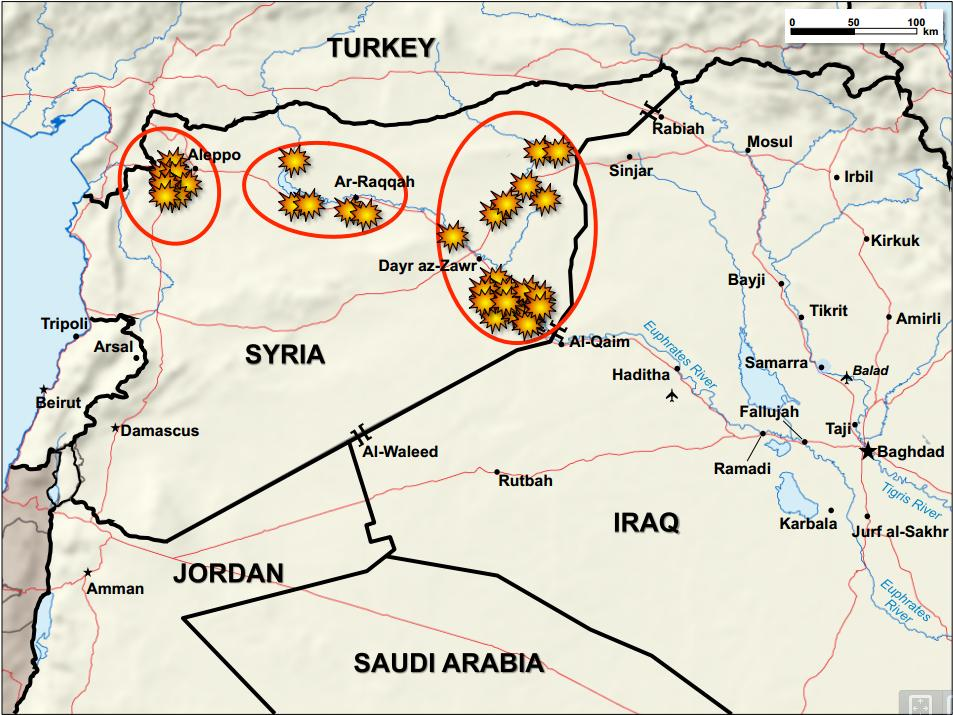
Районы ракетно-бомбовых ударов коалиции

Начиная с 22 сентября 2014 года ВВС США и их союзников приступили к ночным бомбардировкам территорий, занятых боевиками «Исламского государства». Самолёты Бахрейна, Иордании, Катара, Саудовской Аравии и Объединённых Арабских Эмиратов присоединились к первым атакам на тренировочные лагеря террористов, расположенные в сирийских провинциях Ракка и Алеппо. Координацию авиаударов взяло на себя Центральное командование вооружённых сил США. Были выбраны 20 объектов, используемых активистами ИГ, а также группировкой Фронт ан-Нусра (близкой к террористической организации «Аль-Каида»).
За первые 13 месяцев операции в результате авиаударов, по данным США, были убиты около 3700 террористов, в том числе 3276 боевиков ИГ и 374 члена «Аль-Каиды».
С октября 2015 года, после вступления Воздушно-космических сил России в войну с ИГ в Сирии, массовые авиарейды международной коалиции сменились одиночными полётами. Помимо военных целей, удары также наносились по объектам нефтяной промышленности, электростанциям и военным базам, которые в дальнейшем могли использовать перешедшие в наступление сирийские правительственные войска.

### Переброска грузов войскам сирийской оппозиции
20 октября 2014 года ВВС США приступили к воздушной переброске медикаментов и военной амуниции в осаждённый боевиками ИГ город Кобани.
Позже такие же грузы стали сбрасывать и над позициями группировок, воюющих против сил Башара Асада.
Однако часто эту помощь перехватывали боевики «Исламского государства», что были вынуждены признать и сами представители министерства обороны США.

### Наземная операция
Если в Ираке американские военные могли рассчитывать на помощь обученной ими же армии национального правительства, то в Сирии наземная операция была невозможна из-за слабости отрядов оппозиции, таких как Свободная армия Сирии и Сирийский революционный фронт. Финансируя с сентября 2014 года их подготовку на территории Саудовской Аравии и Турции, администрация Барака Обамы израсходовала около 500 миллионов долларов. Впрочем, многие из подготовленных таким образом сирийцев продали своё оружие террористам, а сами бежали из страны в Европу. Поэтому в октябре 2015 года Пентагон принял решение об отправке 30 американских инструкторов непосредственно в лагеря сирийской оппозиции, чтобы укрепить их моральный дух и усилить давление на позиции ИГ. В результате такой работы были сформированы «Демократические силы Сирии» — курдско-арабский альянс союзников США.
В начале февраля 2016 года готовность к проведению наземной операции в Сирии выразили военные представители Саудовской Аравии, однако их слова так и остались на бумаге.
Летом 2016 года «Демократические силы Сирии» при поддержке американской авиации начали крупное наступление на севере Сирии. 13 августа ими был освобождён от ИГ город Манбидж.
Осенью 2016 года американские военные совместно с отрядами Свободной сирийской армии вошли в города Мареа и Аазаз (к северу от Алеппо) для координации атак против «Исламского государства».
С приходом к власти президента Трампа появились два существенных изменения в стратегии по борьбе с террористами. Во-первых, Дональд Трамп расширил полномочия своего министерства обороны агрессивно и своевременно бить по слабым точкам врага в любой стране мира. Во-вторых, Трамп распорядился сменить тактику от выдавливания боевиков из мест их базирования к тактике окружения врага в его опорных пунктах. Такие решения президента Трампа мотивированы желанием не допустить возвращения боевиков в страны, из которых они приехали в Сирию и Ирак.

### Разграничение сфер влияния
21 августа 2016 года новый командующий американской операцией против ИГ генерал-лейтенант Стивен Таунсенд заявил о намерении защищать от войск Асада северные районы Сирии, где среди вооружённых формирований сирийской оппозиции находятся и солдаты спецназа США.
На российско-американских переговорах в Женеве, продолжавшихся с 9 по 11 сентября, стороны пришли к соглашению о разграничении сфер влияния и установлении режима прекращения боевых действий на вечер 12 сентября 2016 г. Специально обозначен пункт договорённостей о полётах ВВС Сирии, которые не должны вторгаться в выделенные зоны российско-американского взаимодействия (при этом никаких ограничений для наземных частей сирийской армии не предусмотрено). 19 сентября должен был заработать Совместный исполнительный центр с участием военных и представителей спецслужб РФ и Соединённых Штатов, которые бы занялись практическими вопросами борьбы с террористами, оказавшимися на сирийской территории.
Несмотря на предпринятые дипломатические усилия, процесс мирного урегулирования сирийского конфликта быстро зашёл в тупик. Уже 26 сентября в рамках 7777-го заседания Совета безопасности ООН представители США, Великобритании и Франции совершили демарш, выразив своё истинное отношение к нынешнему правительству Сирийской Арабской Республики. В свою очередь председатель Парламента Сирии Хадия Аббас высказала мнение, что американские военные прямо направляют удары террористов по сирийским вооружённым силам. Подтверждением этому стала и публикация в немецком издании газеты «Kölner Stadt-Anzeiger» интервью одного из полевых командиров группировки «Джебхат ан-Нусра».

### Военные базы США

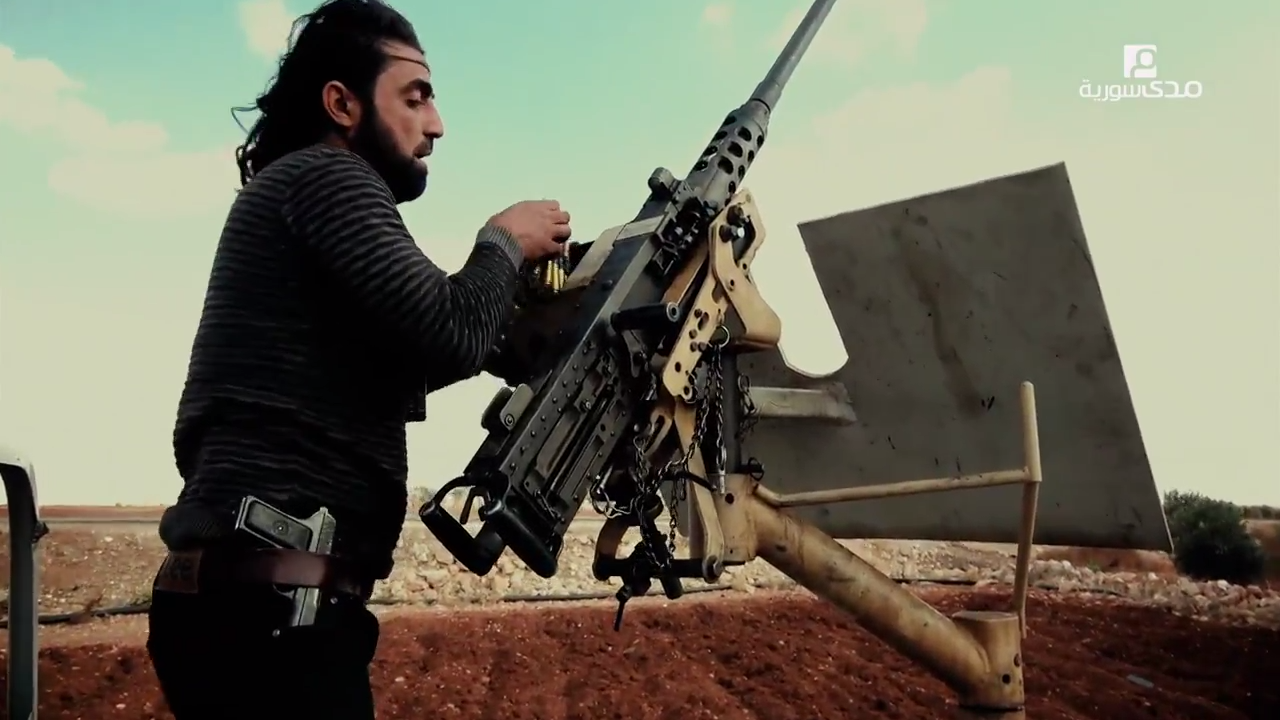
Сирийский полевой командир с американским пулемётом Браунинг M2

В апреле-мае 2017 года спецслужбами США на юго-востоке провинции Хомс для военной подготовки представителей «умеренной оппозиции» была создана база Эт-Танф.
К 2020 году американское командование создало ещё девять военных баз на северо-востоке Сирии, четыре из них находятся рядом с нефтяными месторождениями в Дейр-эз-Зоре и еще пять — в соседней провинции Хасаке, которая считается житницей Сирии. В конце 2019 года 45-й президент США Дональд Трамп одобрил план, согласно которому в Сирии останутся несколько сотен американских военнослужащих, одной из главных задач которых будет обеспечение контроля над нефтяными месторождениями на северо-востоке и востоке страны.
Между тем в Дамаске рассматривают вооруженное присутствие США как незаконную оккупацию, которая сопровождается грабежом природных богатств, принадлежащих сирийскому народу. Аналогичную позицию занимает и российская сторона, которая потребовала от США объяснений по поводу своего пребывания на суверенной территории Сирии.

### Вывод американских войск

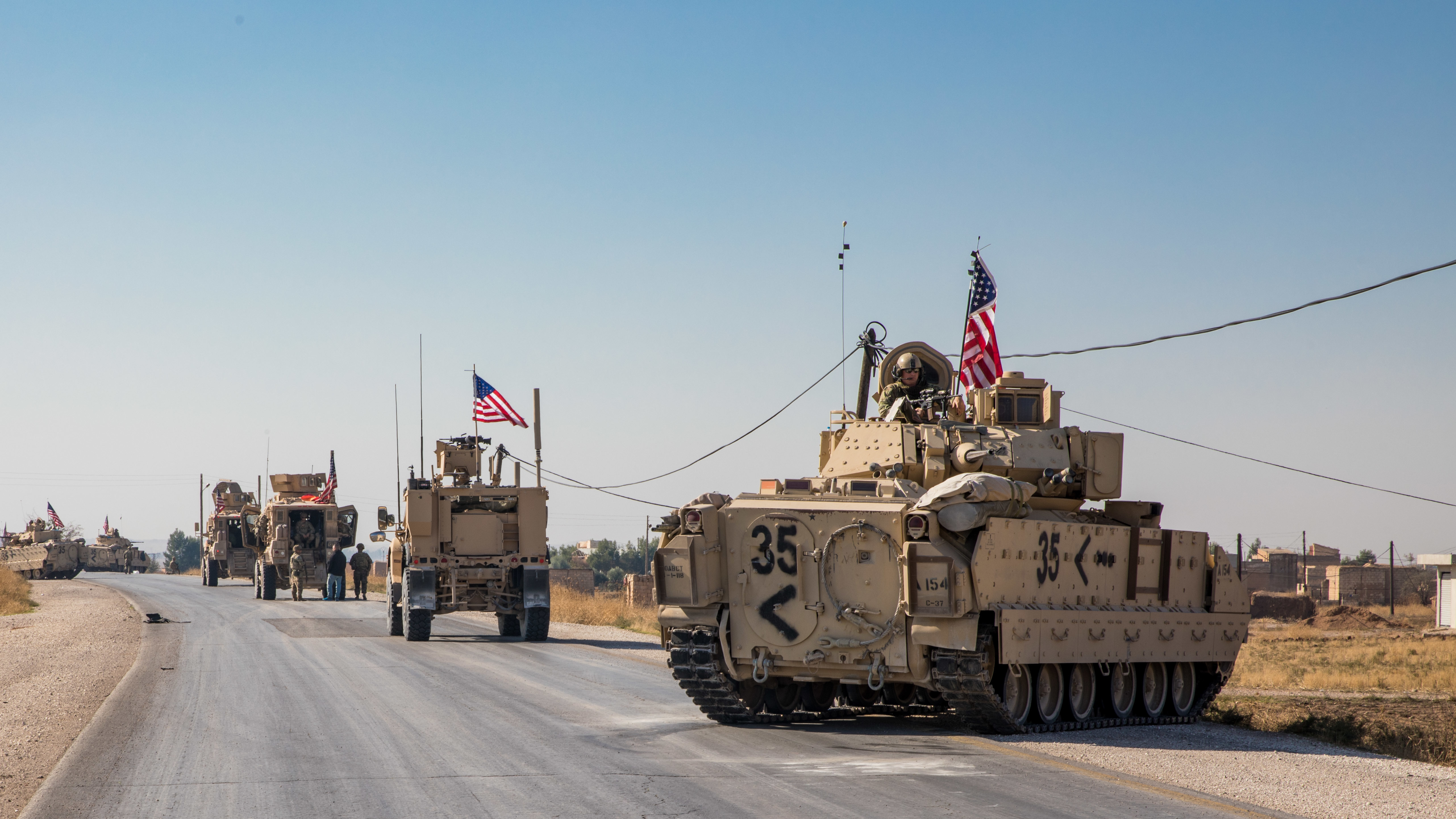
Колонна американской бронетехники покидает территорию Сирии (ноябрь 2019)

19 декабря 2018 г. президент Дональд Трамп заявил о победе над ИГ в Сирии и выводе всех американских войск с ее территории — по словам Трампа, в связи с выполнением основной задачи — уничтожения террористической группировки «Исламское государство» (вывод войск из Сирии был одним из предвыборных обещаний Д. Трампа). В то же время, по словам пресс-секретаря администрации США Сары Сандерс, США и их союзники продолжат совместную работу с целью «лишить радикальных исламских террористов территории, финансирования, поддержки и любых способов проникновения через границы».
В начале февраля 2019 года Пентагон подготовил доклад, в котором утверждалось, что ИГ может отвоевать обратно позиции в Сирии, если на группировку не будет оказываться постоянное давление. Вывод американских войск из страны может привести к тому, что успешное контрнаступление ИГ позволит им за полгода-год вернуть значительную часть утерянных территорий.
15 февраля газета The Washington Post сообщила, что Министерство обороны США работает над планами создания зоны безопасности для курдских формирований на северо-востоке Сирии с участием военнослужащих из европейских стран — в частности Великобритании, Германии и Франции (полагают, что для этого потребуется объединённый контингент численностью в 1,5 тыс. военнослужащих).
17 февраля, выступая на Мюнхенской конференции по безопасности, спецпредставитель госсекретаря США по Сирии Джеймс Джеффри заявил, что США не хотят, чтобы правительство Башара Асада вернуло контроль над северо-востоком Сирии. По словам Джеффри, США выводят сухопутные войска из Сирии, «поскольку основная цель, в связи с которой они вводились, а это оказание помощи сирийским демократическим силам и победа над террористической группировкой „Исламское государство“, выполнена». Несмотря на вывод сухопутных войск, США сохранят «военно-воздушный потенциал, способность реагировать на угрозы, которые возникают в связи с наличием сил ИГ».
Как сообщила 21 февраля «The Washington Post», Великобритания, Франция и Германия отклонили просьбу администрации Дональда Трампа остаться в Сирии после вывода оттуда американских военнослужащих. Американская администрация обращалась к своим союзникам по международной коалиции с просьбой сформировать наблюдательные силы для патрулирования зоны безопасности шириной 20 миль (порядка 32 км) вдоль сирийско-турецкой границы и разделения Турции и сирийских курдов. Опасения европейских союзников США связаны с тем, что США до сих пор не достигли соглашения с Турцией об отказе от нападения на Сирийские демократические силы после ухода США из Сирии. В настоящее время в Сирии помимо американских военных в рамках международной коалиции размещены военнослужащие из Франции и Великобритании, которые, как и американские военнослужащие, ведут разведку, а также обучают и обеспечивают необходимым материально-техническим оснащением формирования СДС.

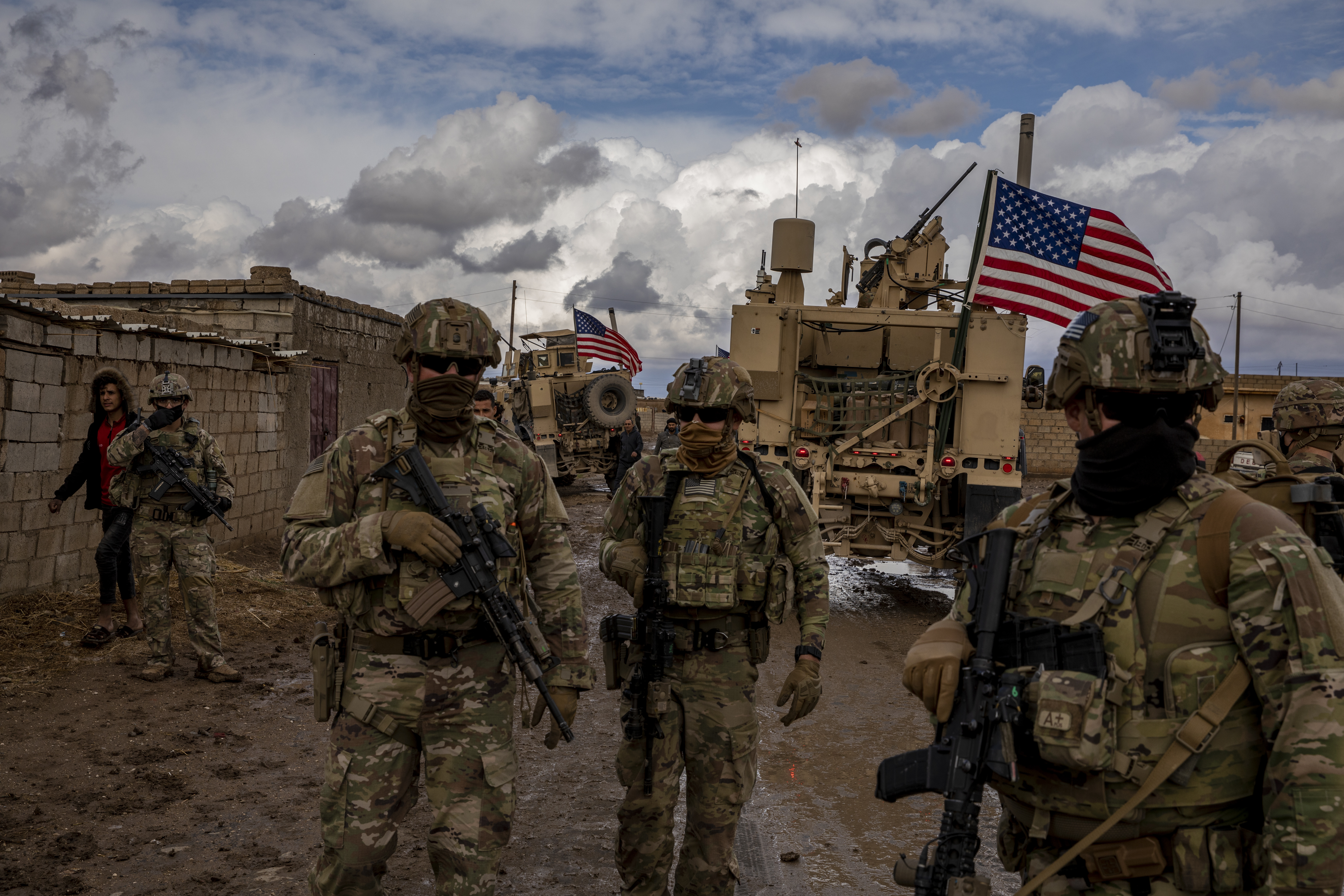
Американское подразделение на севере Сирии (весна 2021)

22 февраля официальный представитель Белого дома Сара Сандерс сообщила, что после вывода американских войск из Сирии там останется небольшой миротворческий контингент численностью около 200 человек.
22 февраля агентство Reuters, со ссылкой на высокопоставленного чиновника из администрации президента Д. Трампа, сообщило, что США оставят в Сирии 400 военнослужащих: 200 военных разместятся в так называемой зоне безопасности на северо-востоке Сирии вместе со своими европейскими союзниками по международной коалиции, количество которых будет составлять от 800 до 1500 человек, и ещё 200 — на военной базе международной коалиции в Эт-Танфе.
Осенью 2019 года после ликвидации лидера «Исламского государства» в провинции Идлиб США официально объявили о завершении военной миссии на территории Сирийской Арабской Республики. Однако 4 декабря 2019 года Дональд Трамп решил вернуть американский контингент (примерно 600 человек) на северо-восток Сирии для защиты нефтяных месторождений от новых посягательств террористов из ИГ.

### Американские базы на Ближнем Востоке
В октябре 2019 года Трамп объявил, что на сирийской территории останутся 600 американских солдат и офицеров; по замыслу Белого дома, этот контингент должен был охранять нефтяные вышки курдских союзников от захвата террористами.
9 февраля 2021 года представитель Пентагона Джон Кирби заявил, что войска США в Сирии будут сосредоточены на борьбе с ИГ, а не на охране нефтяных месторождений. При этом, в марте 2021 министр нефти и минеральных ресурсов Сирии Бассам Томе рассказал, что американцы контролируют до 90 % действующих сирийских месторождений.
В сентябре 2019, в ходе 74-й Генеральной Ассемблеи ООН, министр иностранных дел Сирии Валид Муаллем в очередной раз указал на незаконные попытки США и Турции создать некую зону безопасности на севере Сирии в обход действующего устава ООН.
В 2021 году, после вывода основной группировки войск, на северо-востоке и юге Сирии остались 900 американских военнослужащих, включая спецназ «зеленых беретов». Они контролируют 10 военных баз, которые предназначены для удержания важных экономических регионов: 4 из них дислоцированы в богатой нефтяными месторождениями провинции Дейр-эз-Зор, 5 — в провинции Хасака, где помимо нефти находятся самые плодородные земли Сирии. Одна военная база в южной провинции Хомс — Эт-Танф — по-прежнему контролирует границу с Ираком. 10 августа заместитель помощника министра обороны США по делам Ближнего Востока Дана Строул, выступая на слушаниях комитета Сената по международным отношениям, заявила, что Вашингтону необходимо сохранить военный контингент в Сирии для оказания помощи вооруженной оппозиции ДСС в борьбе с террористами ИГ.
На 7 ноября 2023 года военные США создали 24 укреплённые базы на Ближнем Востоке, которые всё чаще подвергаются атакам про-шиитского движения «Исламское сопротивление Ирака».

## Инциденты
- 7 декабря 2015 года представители Сирийской Арабской Республики уведомили Совет Безопасности ООН об ударе сил коалиции по объекту правительственной армии в осаждённом боевиками ИГ городе Дейр-эз-Зор: трое военнослужащих погибли, 13 получили ранения[86][неавторитетный источник].
- 19 июля 2016 года в результате авиаударов ВВС Франции по территории Сирии погибло 120 гражданских лиц[87].
- 17 сентября 2016 года авиация международной коалиции во главе с США нанесла удар с воздуха по позициям сирийских правительственных сил в районе города Дейр-эз-Зор, убив 62 военнослужащих и ранив более 100. Одновременно с этим боевики ИГ начали наступление на позиции правительственных войск, подвергнутых бомбардировке. Хотя представители Пентагона сразу же заявили об ошибке с их стороны, администрация Б. Асада расценила данный авианалёт как «опасную и неприкрытую агрессию» против государства[23][88][неавторитетный источник].
- 7 апреля 2017 года военные США нанесли удар крылатыми ракетами «Томагавк» по базе сирийских ВВС Эш-Шайрат в провинции Хомс в качестве акции возмездия за химическую атаку в городе Хан-Шейхун 4 апреля, в результате которой погибли десятки мирных жителей[23][89][неавторитетный источник].
- 18 мая 2017 года стало известно, что коалиция во главе с США нанесла авиаудар по сирийским силам в приграничном районе[англ.] Ат-Танф в пределах установленной зоны деэскалации. После неоднократных требований отступить, которые остались без реакции, самолёты коалиции осуществили демонстративный пролёт и дали предупредительные выстрелы, прежде чем нанесли удар, который уничтожил танк правительственной армии Сирии, двигавшийся в составе колонны[90][неавторитетный источник]. 
Командующий союзными войсками на земле посчитал, что эти манёвры сирийской армии представляли угрозу силам коалиции[91][неавторитетный источник].
- 18 июня 2017 года около 18:40 по местному времени самолёт сирийских ВВС Су-22 сбросил бомбы на позиции ДСС в районе города Ракка. После чего он был немедленно атакован американским истребителем F/A-18E Super Hornet и сбит. Судьба пилота остаётся неизвестной[92][93].
- 7 февраля 2018 года бойцы ЧВК «Вагнер», принимавшие участие в операции сирийского ополчения в районе бывшего нефтеперерабатывающего завода «Эль-Исба» близ города Хашам (провинция Дайр-эз-Заур), были разгромлены силами международной Коалиции[94][неавторитетный источник].
- 9 апреля 2018 года два самолёта F-15 ВВС Израиля, находившиеся в воздушном пространстве Ливана, нанесли удар по сирийской авиабазе T-4 (Ти-фор; от английского названия T-4; также известна как аэродром Тияс) в провинции Хомс[95][неавторитетный источник]. Из 8 выпущенных ракет пять были сбиты сирийскими силами ПВО. Однако три ракеты достигли своей цели, убив 10 военнослужащих сирийской армии и 4 иранских военных советников[96][97][неавторитетный источник].
- 14 апреля 2018 года США, Великобритания и Франция нанесли серию ударов по объектам в Сирии, связанным с химическим оружием, после того, как сирийские войска были обвинены в применении химического оружия в городе Дума. Сирия и Россия представили доказательства того, что инцидент с химическим оружием был инсценирован, чтобы спровоцировать коалицию на удар по Сирии[23][98][неавторитетный источник].
- 31 августа 2019 года авиация западной коалиции во главе с США нанесла ракетный удар по штабу экстремистской группировки «Хорас ад-Дин» в окрестностях Идлиба. Как заявил представитель Центрального командования, в результате атаки были уничтожены свыше 40 боевиков и полевых командиров[99][неавторитетный источник]. Последовавшая реакция российских СМИ, которые сообщили о «сильных разрушениях и многочисленных жертвах среди мирного населения», заставили Госдеп США высказаться о гуманитарном кризисе, создаваемом недостоверными сообщениями ТАСС[100][неавторитетный источник].
- 26 декабря 2019 года в городе Тель-Тамер (провинция Хасака) американский патруль неожиданно столкнулся с отрядом российской военной полиции. После выяснения отношений на повышенных тонах и с задействованием навыков рукопашного боя, военные двух мировых держав разошлись без особых претензий друг к другу[101][102][неавторитетный источник].
- 25 февраля 2021 года по приказу нового президента США Джо Байдена американцы нанесли авиаудар по объекту иранских вооружённых сил на территории Восточной Сирии[103][104][неавторитетный источник].
- 14, 22 и 27 августа 2021 года американские спецслужбы провели ряд арестов среди жителей сирийского городка Багуз, обвинив их в поддержке террористов[105][неавторитетный источник].

## Потери

### В технике
В ноябре 2014 года из-за технической неисправности разбился американский истребитель F-16, вылетевший из Иордании для нанесения ударов по объектам ИГ.
В марте 2015 года на северо-западе Сирии сирийские подразделения сбили американский дрон MQ-1 Predator.
В августе 2020 года в небе над западной частью провинции Идлиб были одновременно потеряны сразу два ударно-разведывательных дрона MQ-9 Reaper, вылетавших парой на боевое задание с ракетами AGM-114R9X на борту; БПЛА ликвидированы бойцами правительственной армии, которые использовали для этого белорусскую систему РЭБ «Гроза-С».

### Личного состава
В ноябре 2016 года при взрыве бомбы в окрестностях города Айн-Иса от ранений скончался офицер американских ВВС. В марте 2017 года в Сирии умер сержант ВВС США. Ещё одна небоевая потеря произошла в мае 2017 года — американский военнослужащий погиб в результате ДТП на севере Сирии.
В марте 2018 года при взрыве в районе Манбиджа погибли американский и британские военнослужащие, ещё пятеро были ранены.
В период с 8 по 10 мая того же года в окрестностях города Аш-Шаддади на юге провинции Хасака была атакована колонна военных вседорожников «Хамви» (Humvee) ВС США; согласно данным источника Федерального агентства новостей (ФАН) в сирийской разведке, были убиты примерно 20 американских солдат, ещё столько же — ранено.

### Среди гражданского населения
В результате ударов международной коалиции, согласно собственному заявлению объединённой оперативной группы, в Сирии и Ираке за период начиная с августа 2014 года погибли 1144 мирных жителя. С августа 2014-го по ноябрь 2017 года коалиция провела в Сирии и Ираке 28 562 авианалёта. По данным сирийской правозащитной организации SNHR, с начала операции коалиции во главе с США в Сирии были убиты 2286 мирных жителей, среди которых 674 ребёнка и 504 женщины.

## Международная реакция
За неделю до начала авиаударов осенью 2014 года министр национального примирения Сирии Али Хайдар заявил, что «любое действие любого рода без согласия сирийского правительства будет атакой на Сирию». 30 сентября министр иностранных дел Сирии Валид Муаллем призвал США и их союзников наносить удары не только по ИГ, но и по другим вооружённым формированиям оппозиции, которые, по его мнению, имеют единую «экстремистскую идеологию».
22 сентября 2014 года председатель Национальной коалиции сирийских революционных и оппозиционных сил (НКСРОС) Хади аль-Бахра призвал США немедленно начать авиаудары по ИГ и заявил о готовности коалиции координировать свои военные усилия со странами, использующими авиацию против террористов. После начала авиаударов НКСРОС выступила с заявлением, в котором приветствовала присоединение международного сообщества к войне с ИГ и отметила, что борьба с террористами должна сопровождаться борьбой с президентом Асадом, так как, по мнению НКСРОС, Асад являлся главным катализатором экстремизма. Также НКСРОС призвала к осторожности при проведении операции с целью избежать гражданских жертв.
Великобритания и Нидерланды выразили поддержку действиям коалиции, а Австралия 3 октября 2014 года присоединилась к воздушной операции против боевиков ИГ. Нанесение авиаударов одобрил также Генеральный секретарь ООН Пан Ги Мун. В свою очередь, Россия и Эквадор выступили против этих действий, поскольку они не были согласованы с правительством Башара Асада.

## Требования компенсации
15 ноября 2019 года в интервью российским СМИ президент Сирии Башар Асад впервые заявил о намерении потребовать от США компенсаций как за незаконное вторжение в страну, так и за последующее за этим расхищение сирийских нефтепромыслов.